# 그대에게 가는 길
《그대에게 가는 길》은 1994년 10월 3일부터 1995년 3월 31일까지 방영된 한국방송공사 2TV 일일연속극인데 담당 연출자 김현준 PD는 해당 작품에 앞서 당초 《남자는 외로워》 후속으로 편성될 예정이었던 《바람은 불어도》의 연출을 맡을 예정이었으나 당시 집필자로 낙점됐던 허숙 작가와 캐스팅 과정에서 마찰을 겪어 편성이 취소됐으며 당시 이 드라마 자리에는 애초 《당신이 그리워질때》 후속으로 기획된 《딸부잣집》이 대체 편성됐고 이 드라마의 집필자 이희우 작가는 1996년 방송된 KBS 2TV 《며느리 삼국지》를 통해 일일드라마 집필 복귀를 간신히 할 수 있었다.
이 드라마는 당초 더불어 사는 가정의 모범답안을 제시하겠다는 기획의도로 출발했으나 잔재미 좇기에 급급했다는 점, 홈드라마를 표방했음에도 성격차이로 이혼했다가 재결합하는 부부와 애인을 배신하고 배경과 조건을 쫓아 신분상승을 위해 결혼을 한 남자 등의 갈등이 주로 그려져 성인취향의 멜로스타일에 가까웠다는 지적이 있었다.

## 등장 인물
- 송재호
- 오미연
- 홍계일
- 정영숙
- 선우재덕 : 이건우 역
- 홍요섭 : 박경준 역
- 김나운 : 서지영 역
- 조재현 : 오휘웅 역
- 정은숙 : 서지원 역
- 이리노 : 서지수 역
- 이주희 : 강은영 역
- 송석호
- 최란 : 오영주 역
- 김현숙 : 김혜경 역
- 신윤정 : 이유정 역

## 참고 사항
- 오휘웅 역의 조재현은 드라마 녹화 중 맥주를 마시는 장면에서 NG가 여러 번 나는 바람에 어쩔 수 없이 맥주를 마셨고, 이 과정에서 조재현은 1995년 2월 16일 도로교통법 위반 혐의로 불구속 입건됐다.[6]